# The Chronicles of Life and Death
The Chronicles of Life and Death (englisch für „Die Chroniken von Leben und Tod“) ist das dritte Studioalbum der US-amerikanischen Rockband Good Charlotte. Es wurde am 28. September 2004 über die Labels Epic Records und Daylight Records veröffentlicht. Das Album erschien als Life- und Death-Version, jeweils mit einem anderen Lied Nummer 15.

## Produktion
Das Album wurde von dem US-amerikanischen Musikproduzenten Eric Valentine produziert.

## Covergestaltung
Das Albumcover ist in Form eines alten Buches mit goldenem Siegel gehalten, auf dem oben bzw. unten die goldenen Schriftzüge Good Charlotte und The Chronicles of Life and Death stehen. Während das Buch bei der Life-Edition in gutem Zustand ist und das Siegel zwei Kinder zeigt, hat es auf der Death-Edition deutliche Gebrauchsspuren und das Siegel erinnert an zwei Skelette.

## Titelliste
| #  | Titel                                          | Länge |
| -- | ---------------------------------------------- | ----- |
| 1  | Once Upon a Time: The Battle of Life and Death | 2:24  |
| 2  | The Chronicles of Life and Death               | 3:03  |
| 3  | Walk Away (Maybe)                              | 3:20  |
| 4  | S.O.S.                                         | 3:42  |
| 5  | I Just Wanna Live                              | 2:46  |
| 6  | Ghost of You                                   | 4:50  |
| 7  | Predictable                                    | 3:11  |
| 8  | Secrets                                        | 3:53  |
| 9  | The Truth                                      | 3:56  |
| 10 | The World Is Black                             | 3:06  |
| 11 | Mountain                                       | 4:33  |
| 12 | We Believe                                     | 3:51  |
| 13 | It Wasn’t Enough                               | 3:24  |
| 14 | In This World (Murder)                         | 5:27  |

Titel 15 der Life Version:
| #  | Titel                                 | Länge |
| -- | ------------------------------------- | ----- |
| 15 | Falling Away + Wounded (Hidden Track) | 8:06  |

Titel 15 der Death Version:
| #  | Titel                                  | Länge |
| -- | -------------------------------------- | ----- |
| 15 | Meet My Maker + Wounded (Hidden Track) | 8:38  |

## Rezeption
The Chronicles of Life and Death wurde von professionellen Kritikern überwiegend mittelmäßig bewertet. So erreichte das Album bei metacritic eine Durchschnittsbewertung von 53 %, basierend auf 16 Rezensionen englischsprachiger Medien.
Christine Barth von laut.de bewertete The Chronicles of Life and Death mit zwei von möglichen fünf Punkten. Good Charlotte passten sich „der allgemeinen Hörerschaft der Musiksender an“ und würfen ihre „früheren Ideale über Bord.“ Dabei sei der Sound „weder Fisch noch Fleisch“ und die Texte ließen „Authentizität vermissen.“ Insgesamt sei das Album „ein verunglückter Versuch der Band, neue Wege einzuschlagen.“

## Kommerzieller Erfolg

### Chartplatzierungen und Singles
The Chronicles of Life and Death stieg am 18. Oktober 2004 auf Platz 18 in die deutschen Albumcharts ein und konnte sich insgesamt 34 Wochen in den Top 100 halten. In den deutschen Jahrescharts 2005 belegte das Album Position 88. In den Vereinigten Staaten erreichte es Platz 3 und hielt sich ebenfalls 34 Wochen in den Charts. Besonders erfolgreich war The Chronicles of Life and Death in Australien, wo es die Chartspitze belegte.
| ChartsChartplatzierungen       | Höchstplatzierung | Wochen |
| ------------------------------ | ----------------- | ------ |
| Deutschland (GfK)              | 18 (34 Wo.)       | 34     |
| Österreich (Ö3)                | 11 (28 Wo.)       | 28     |
| Schweiz (IFPI)                 | 20 (33 Wo.)       | 33     |
| Vereinigte Staaten (Billboard) | 3 (34 Wo.)        | 34     |
| Vereinigtes Königreich (OCC)   | 8 (13 Wo.)        | 13     |

| ChartsJahrescharts (2004)      | Platzierung |
| ------------------------------ | ----------- |
| Vereinigte Staaten (Billboard) | 171         |

| ChartsJahrescharts (2005)      | Platzierung |
| ------------------------------ | ----------- |
| Deutschland (GfK)              | 88          |
| Österreich (Ö3)                | 73          |
| Vereinigte Staaten (Billboard) | 117         |

Am 24. August 2004 wurde der Song Predictable als erste Single veröffentlicht und erreichte Platz 29 der deutschen Charts. Die zweite Auskopplung I Just Wanna Live erschien am 15. November 2004 und belegte Rang 19 in Deutschland. Am 30. Mai 2005 folgte der Titelsong The Chronicles of Life and Death, der Position 65 in den deutschen Charts erreichte. Die letzte Single We Believe erschien am 18. August 2005 und stieg in Deutschland auf Platz 38 ein.

### Auszeichnungen für Musikverkäufe
The Chronicles of Life and Death wurde im Jahr 2005 für mehr als 100.000 verkaufte Einheiten in Deutschland mit einer Goldenen Schallplatte ausgezeichnet. In den Vereinigten Staaten erhielt es für über eine Million Verkäufe noch im Erscheinungsjahr eine Platin-Schallplatte.
| Land/Region                  | Auszeichnungen für Musikverkäufe (Land/Region, Auszeichnung, Verkäufe) | Verkäufe  |
| ---------------------------- | ---------------------------------------------------------------------- | --------- |
| Australien (ARIA)            | Platin                                                                 | 70.000    |
| Deutschland (BVMI)           | Gold                                                                   | 100.000   |
| Japan (RIAJ)                 | Gold                                                                   | 100.000   |
| Österreich (IFPI)            | Gold                                                                   | 15.000    |
| Neuseeland (RMNZ)            | Gold                                                                   | 7.500     |
| Vereinigte Staaten (RIAA)    | Platin                                                                 | 1.000.000 |
| Vereinigtes Königreich (BPI) | Gold                                                                   | 100.000   |
| Insgesamt                    | 5× Gold · 2× Platin ·                                                  | 1.392.500 |